# Рапсодия Майами
«Рапсодия Майами» (англ. Miami Rhapsody) — американский фильм 1995 года с Сарой Джессикой Паркер и Антонио Бандерасом в главных ролях.

## Сюжет
Перед самой свадьбой Гвин узнаёт о состоянии дел в своей семье. Её родители, которые всегда были для неё примером, имеют любовников, брат расстался с беременной женой, сестра тоже имеет связь на стороне.

## В ролях
- Сара Джессика Паркер — Гвин Маркус
- Антонио Бандерас — Антонио
- Гил Беллоуз — Мэтт
- Миа Фэрроу — Нина Маркус
- Пол Мазурски — Вик Маркус
- Кевин Поллак — Джордан Маркус
- Барбара Гэррик — Терри
- Карла Гуджино — Лесли Маркус
- Наоми Кэмпбелл — Кая
- Джереми Пивен — Митчелл
- Келли Бишоп — Зельда

## Награды и номинации
- 1995 — Casting Society of America — «Лучший кастинг для художественного фильма, комедия» (номинация)[1].